# Suðurnes
Le Suðurnes, littéralement « Péninsule du Sud », est l'une des huit régions de l'Islande. Celle-ci est située sur la Reykjanesskagi (péninsule de Reykjanes), dans l'extrême sud-ouest du pays. C'est une des régions les plus densément peuplées du pays avec un peu plus de 20 habitants au kilomètre carré. Son chef-lieu est Keflavík qui compte environ 10 000 habitants.
La région est principalement reliée au reste du pays par la route 41 au nord, qui est un des principaux axes routiers du pays et qui la lie directement à Reykjavik. C'est aussi dans la région du Suðurnes que l'on trouve le principal aéroport du pays, l'aéroport international de Keflavík.

## Démographie
| Année | Population | Pourcentage de la population islandaise |
| ----- | ---------- | --------------------------------------- |
| 1920  | 2 497      | 2,64 %                                  |
| 1930  | 2 820      | 2,60 %                                  |
| 1940  | 3 472      | 2,86 %                                  |
| 1950  | 5 058      | 3,51 %                                  |
| 1960  | 8 924      | 4,98 %                                  |
| 1970  | 10 584     | 5,17 %                                  |
| 1980  | 13 302     | 5,75 %                                  |
| 1990  | 15 202     | 5,90 %                                  |
| 2000  | 16 491     | 5,79 %                                  |
| 2011  | 21 088     | 6,60 %                                  |
| 2020  | 27 829     | 7,64 %                                  |
| 2022  | 29 109     | 7,73 %                                  |

## Municipalités du Suðurnes
- Suðurnesjabær
- --○Garður
- --○Sandgerði
- Grindavíkurbær
  - Grindavík
- Reykjanesbær
  - Keflavík	(chef-lieu de municipalité et de région)
  - Njarðvík
- Vogar (municipalité)
  - Vogar (localité)

## Comté du Suðurnes
Comme sa voisine, la région capitale, la région de Suðurnes est constituée d'un seul comté : le Gullbringusýsla

## Galerie

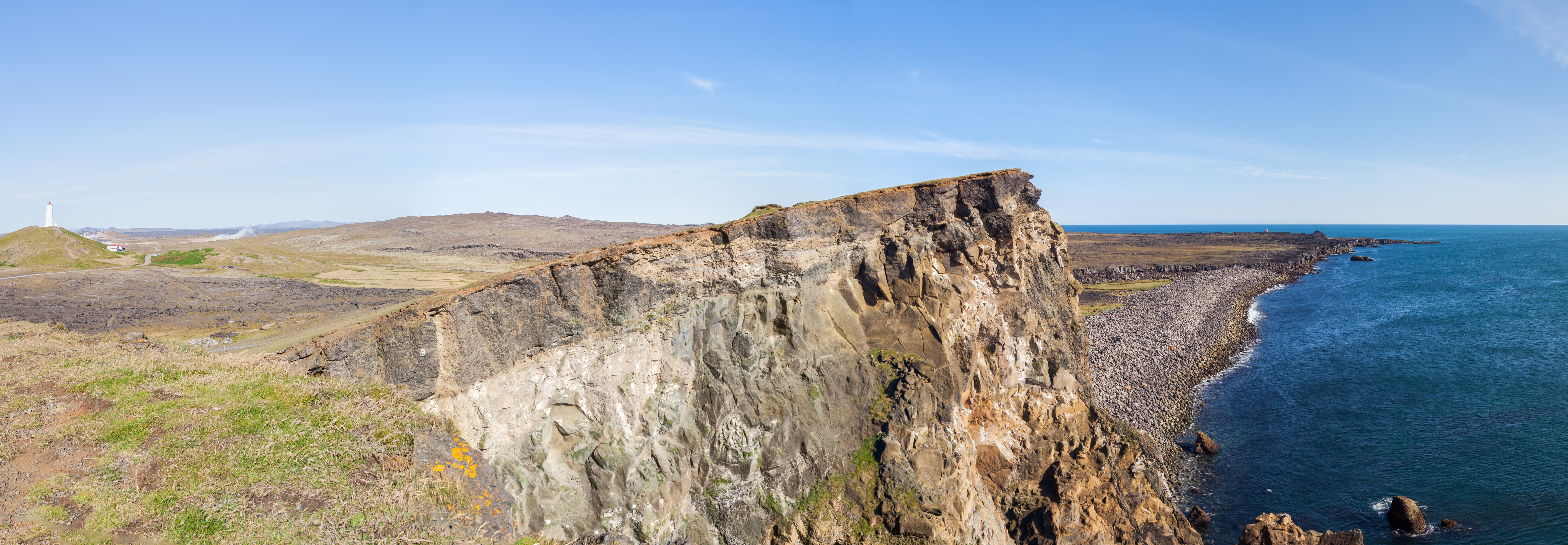
La Reykjanesskagi
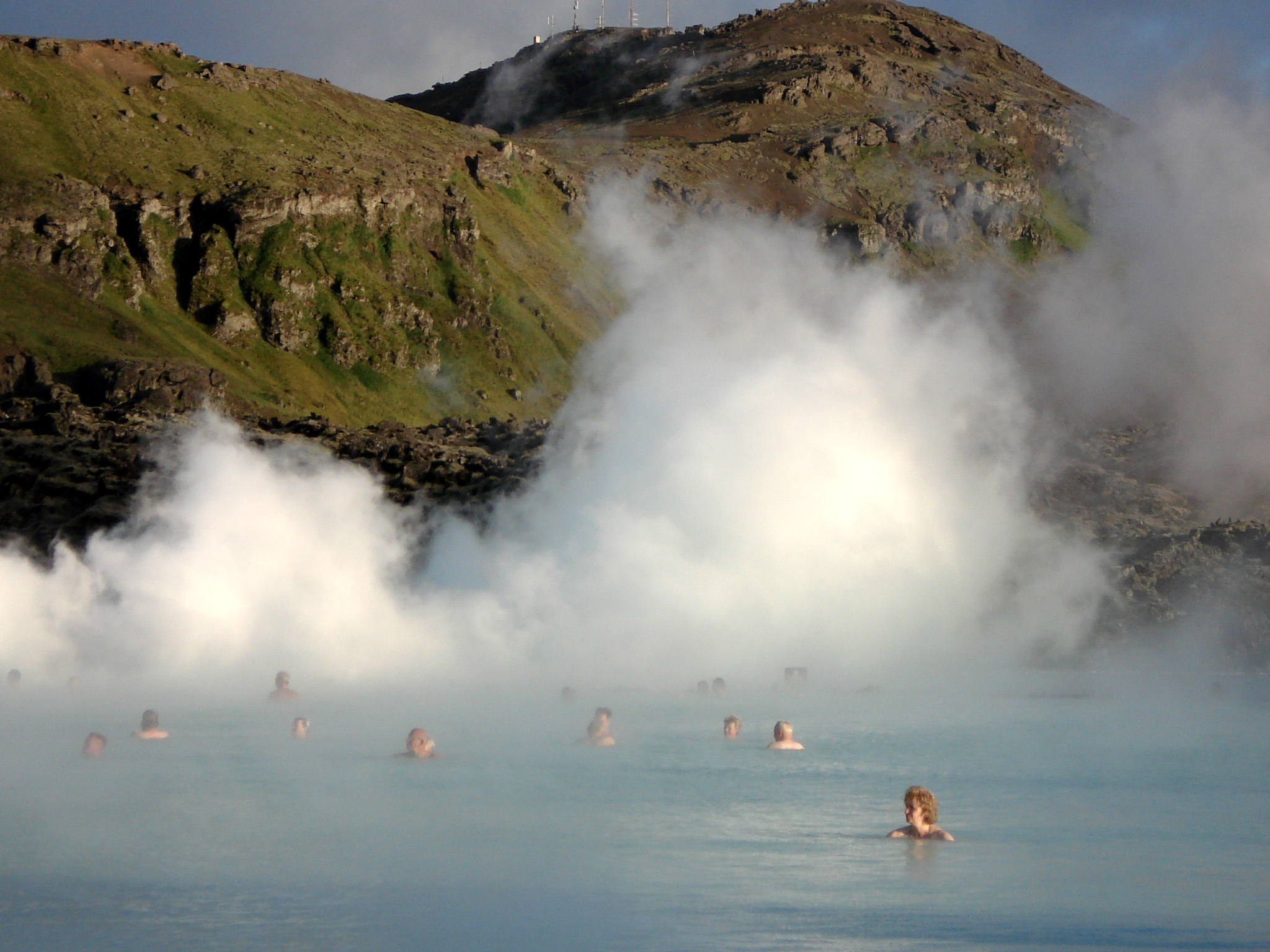
Le lagon bleu
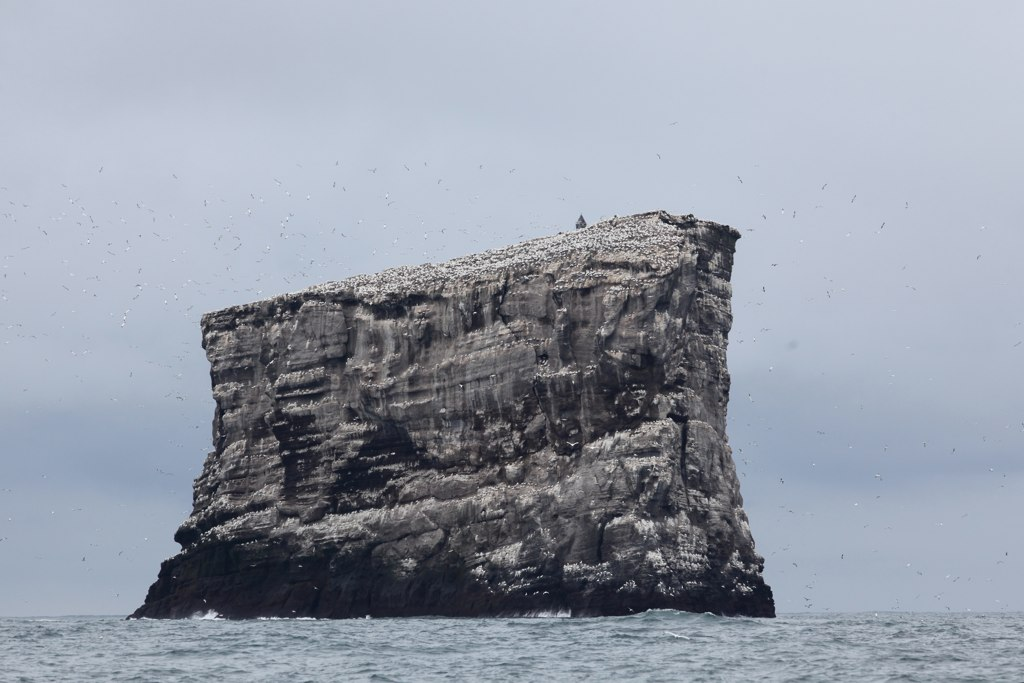
L'île d'Eldey
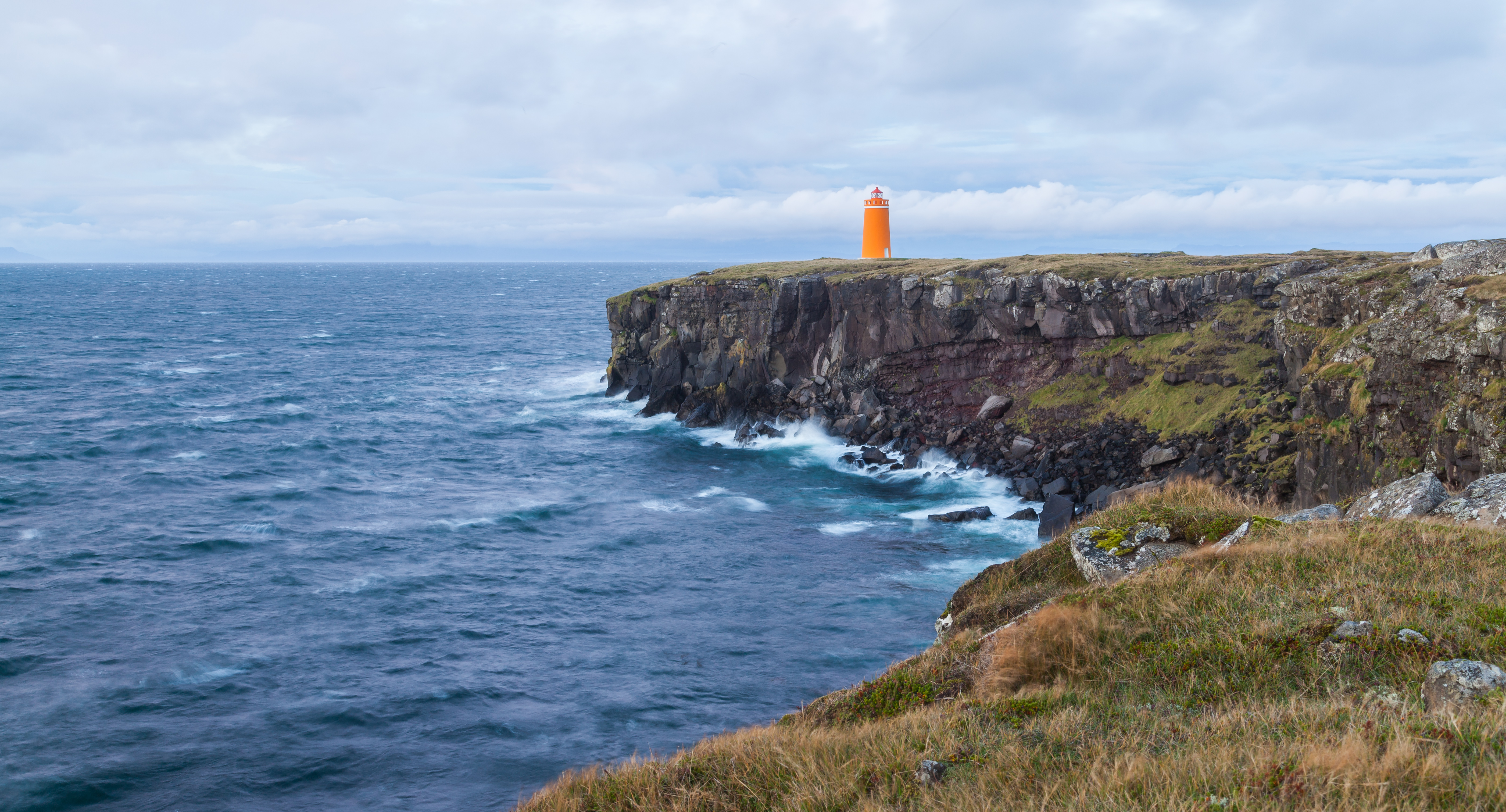
Phare de Holmbergs